# Samruk-Kazyna
Die Joint Stock Company Samruk-Kazyna (kasachisch Самұрық-Қазына Samūryq-Qazyna), bekannt als Nationaler Staatsfonds „Samruk-Kazyna“ («Самұрық-Қазына» ұлттық әл-ауқат қоры, Акционерлік Қоғамы „Samūryq–Qazyna“ ūlttyk äl–auqat qory, Aktsionerlik Qoğamy), ist ein Staatsfonds von Kasachstan, der mehrere große Unternehmen des Landes ganz oder teilweise besitzt. Dazu gehören die staatliche Eisenbahn und Post, das staatliche Öl- und Gasunternehmen KazMunayGas, das staatliche Uranunternehmen Kazatomprom und die kasachische Fluggesellschaft Air Astana. Der Staat ist alleiniger Anteilseigner des Fonds.
Der Fonds ist Mitglied des International Forum of Sovereign Wealth Funds und hat sich den 24 Santiago-Prinzipien verpflichtet, einem freiwilligen, von den Mitgliedern gebilligten Standard bewährter Verfahren für die Verwaltung von Staatsfonds.
Per Ende 2024 verwaltete der Fonds ein Vermögen von 80 Milliarden USD.

## Geschichte
Der Fonds wurde im Oktober 2008 durch die Fusion der beiden Fonds „Samruk“ und „Kazyna“ auf Erlass des kasachischen Präsidenten Nursultan Nasarbajew gegründet.
Präsident Nursultan Nasarbajew initiierte die Vereinigung aller nationalen Unternehmen zu einer einzigen Holding unter staatlicher Kontrolle. Die Idee, alle nationalen Unternehmen zu einer einzigen Holding unter staatlicher Kontrolle zu vereinen, entstand nach seinem Besuch in Singapur im Herbst 2003. Im Jahr 2003 traf sich der Präsident von Kasachstan mit Lee Kuan Yew und dem Vorstand des Temasek Holdings, dem nationalen Staatsfonds, der einen Teil des Staatsvermögens Singapurs verwaltet. Nursultan Nasarbajew würdigte Lee Kuan Yews Engagement für die Entwicklung der Landesregierung und der Wirtschaft und berücksichtigte die Erfahrungen des „Wirtschaftswunders Singapurs“ bei der Umsetzung der kasachischen Wirtschaftsreformen.
In der ersten Phase wurden lediglich fünf nationale Unternehmen in die Samruk Holding integriert, von denen einige natürliche Monopole sind: 
- JSC „Kasachstan Railways“
- JSC „KazMunaiGas“
- JSC „Kasachstanisches Unternehmen für die Verwaltung der Energienetze von KEGOC“
- JSC „Kazpost“
- JSC „Kazakhtelecom“

## Portfolio
Folgender Auszug aus dem Beteiligungsportfolio des Fonds zeigt Investitionen und die Kapitalallokation. Zum Unternehmenskreis des Fonds gehörten 576 Tochtergesellschaften und assoziierte Unternehmen (Stand: 30. Juni 2014).
- KazMunayGas (NC) (67,42 %)
- Kasachstan Electricity Grid Operating Company (JSC) (85 %)
- Kazakhtelecom (JSC) (79,24 %)
- Kazpost (JSC) (100 %)
- Air Astana (JSC) (41 %)
- Samruk-Kazyna Contract (LLP) (100 %)
- Samruk-Kazyna Invest (LLP) (100 %)
- Samruk-Energy (JSC) (100 %)
- Kazakhstan Temir Zholy (JSC) (100 %)
- Kazatomprom (NC) (75 %)
- Nationale Bergbaugesellschaft Tau-Ken Samruk (JSC) (100 %)
- Samruk-Kazyna Ondeu (LLP) (100 %)
- Samruk-Kazyna Business Service (LLP) (100 %)
- Qazaq Air (JSC) (100 %)
- Kasachstan Kernkraftwerke AG (100 %)
- Kraftwerk GRES-2 AG (50 %)
- Staatliches Unternehmen „Handelshafen Aktau“ AG (100 %)
- AstanaGas KMG AG (50 %)
- Samruk-Kazyna Bau AG (100 %)
- Staatliches Unternehmen „QazaqGaz“ AG (100 %)
- Wasserkraftwerk Schulbinsk AG (100 %)
- Wasserkraftwerk Öskemen AG (100 %)
- GuD-Turkistan GmbH (100 %)